# Последната прожекция
„Последната прожекция“ (на английски: The Last Picture Show) е американски филм от 1971 година, драма на режисьора Питър Богданович по негов сценарий в съавторство с Лари Макмъртри. Главните роли се изпълняват от Тимъти Ботъмс, Джеф Бриджис, Сибил Шепърд, Бен Джонсън, Клорис Лийчман.

## Сюжет
Сюжетът е базиран на едноименния полуавтобиографичен роман на Макмъртри, описва живота на двама младежи в западащо градче в Тексас в началото на 50-те години.

## В ролите
| Актьор        | Роля          |
| ------------- | ------------- |
| Тимъти Ботъмс | Сони Крауфорд |
| Джеф Бриджис  | Дуейн Джексън |
| Сибил Шепърд  | Джеси Фероу   |
| Бен Джонсън   | Сам (Лъвът)   |
| Клорис Личман | Рут Попър     |
| Елън Бърстин  | Луиз Фероу    |
| Айлин Бренън  | Женевиева     |
| Клю Галахар   | Ейбълин       |
| Сам Ботъмс    | Били          |
| Ранди Куейд   | Лестър Марлоу |
| Шарон Тагарт  | Шарлин Дагс   |

## Награди и номинации
„Последната прожекция“ получава награда „Оскар“ за поддържаща мъжка и поддържаща женска роля (с 6 други номинации), „Златен глобус“ за поддържаща мъжка роля (с 5 други номинации) и награди на БАФТА за сценарий, поддържаща мъжка и поддържаща женска роля (с 3 други номинации).